# Acme (Texas)
Pour les articles homonymes, voir Acme.
Acme est une ville fantôme située dans le comté de Hardeman au Texas du Nord, aux États-Unis.

## Histoire
Acme s'est développée autour des industries du ciment et du plâtre. En 1890, James sicker, qui dirigeait un moulin à craie au Kansas, découvre un grand lit à craie sur le ruisseau Grosbeck et établi son usine de fraisage sur ce site du Texas. Avec ses associés, il fonde la Lone Star Cement Plaster Company, et plus tard d'autres producteurs du Kansas créent un autre moulin à craie à environ un mile en aval de la première usine. Le Bureau de poste de la ville est établi en 1898 et une liaison ferroviaire, fournit par la Fort Worth and Denver Railway et la Quanah, Acme and Pacific Railway est établie. Une compagnie locale, la Acme TAP Railroad, sera fondée en 1909 lorsque l'une des usines de plâtre refusera de fournir un accès ferroviaire à un rival. Dans les années 1900, la ville avait un hôtel, un dépôt de chemin de fer, un magasin et une école. Au fil des années, plusieurs objets historiques seront découverts au cours de l'exploitation de la craie, y compris les vestiges de certains mastodonte préhistoriques, qui seront envoyés aux musées de Saint-Louis.
En 1945, la population d'Acme était estimée à 400 habitants. L'industrie de la craie demeura prospère jusqu'au milieu du XXe siècle et Acme devint le siège de la CertainTeed Products Corporation, l'une des plus grandes usines de plâtre du pays. L'usine et la mine ferment dans les années 1960, causant le déclin de la ville. La population a été estimée à quatorze habitants en 1975. Dans les années 1980, l'ancienne usine de craie était détenue et exploitée par la Georgia Pacific Corporation, qui fabriquait des panneaux de plâtre pour l'industrie de la construction. Il ne reste aujourd'hui que quelques maisons éparses et des ruines de vieux bâtiments à Acme. Sa population était de quatorze habitants en 1990.